# Zygophyllum xanthoxylum
Zygophyllum xanthoxylum är en pockenholtsväxtart som först beskrevs av Aleksandr Andrejevitj Bunge, och fick sitt nu gällande namn av Adolf Engler. Zygophyllum xanthoxylum ingår i släktet Zygophyllum och familjen pockenholtsväxter. Inga underarter finns listade i Catalogue of Life.